# Antinomias de Kant
Antinomias de Kant, de la Crítica de la razón pura, son contradicciones que él creía que se derivan necesariamente de nuestros intentos de concebir la naturaleza de la realidad trascendente.
Immanuel Kant pensó que algunas antinomias suyas (Dios y Libertad) podrían resolverse como "Postulados de la Razón Práctica". Los usó para describir los resultados igualmente racionales pero contradictorios de aplicar el universo del pensamiento puro a las categorías o criterios, es decir, aplicar la razón propia del universo de la percepción sensible o experiencia (fenómenos). La razón empírica no puede desempeñar aquí el papel de establecer verdades racionales porque va más allá de la experiencia posible y se aplica a la esfera de aquello que la trasciende.

## Descripción general
Las antinomias de Kant son cuatro: dos "matemáticas" y dos "dinámicas". Están conectados con (1) la limitación del universo con respecto al espacio y el tiempo, (2) la teoría de que el todo consiste en átomos indivisibles (mientras que, de hecho, ninguno de ellos existe), (3) el problema del libre albedrío en relación con la causalidad universal, y (4) la existencia de un ser necesario.
Las dos primeras antinomias se denominan antinomias "matemáticas", presumiblemente porque en cada caso nos interesa la relación entre lo que se supone son objetos sensibles (el mundo mismo o los objetos que hay en él) y el espacio y el tiempo. Las dos segundas se denominan antinomias "dinámicas", presumiblemente porque los proponentes de la tesis no se están comprometiendo únicamente con afirmaciones sobre objetos espacio-temporales.
Nota: El propio Kant no utilizó el término plural, "antinomias", sino sólo el término singular, "Antinomia", como el estado lógico de una especie de argumento metafísico. Existe Antinomy, y Kant argumentó en detalle sobre cuatro casos de Antinomy en su "Crítica de la razón pura" (1780).

## Las antinomias matemáticas

### La primera antinomia (del espacio y el tiempo)
- Tesis:
  - El mundo tiene un comienzo en el tiempo y también es limitado en cuanto al espacio.
- Antítesis:
  - El mundo no tiene principio ni límites en el espacio; es infinito tanto en el tiempo como en el espacio.

### La segunda antinomia (del atomismo)
- Tesis:
  - Todas las sustancias compuestas del mundo están formadas por partes simples, y no existe nada en ningún lugar excepto lo simple o lo que se compone de lo simple.
- Antítesis:
  - Ninguna cosa compuesta en el mundo está hecha de partes simples, y no existe nada simple en ningún lugar del mundo.

## Las antinomias dinámicas

### La tercera antinomia (de espontaneidad y determinismo causal)
- Tesis:
  - La causalidad de acuerdo con las leyes de la naturaleza no es la única causalidad de la cual pueden derivarse todas las apariencias del mundo. Para explicar estas apariencias es necesario asumir que también existe otra causalidad, la de la espontaneidad.
- Antítesis:
  - No hay espontaneidad; todo en el mundo ocurre únicamente de acuerdo con las leyes de la naturaleza.

### La cuarta antinomia (de ser necesario o no)
- Tesis:
  - Pertenece al mundo, ya sea como su parte o como su causa, un ser que es absolutamente necesario.
- Antítesis:
  - Un ser absolutamente necesario no existe en ninguna parte del mundo, ni existe fuera del mundo como su causa.